# Dragsholm Amt
Dragsholm Amt blev oprettet i 1662 af det tidligere Dragsholm Len. Amtet bestod kun af Odsherred og øen Sejerø. Amtet blev nedlagt ved reformen af 1793, og indgik derefter i Holbæk Amt.

## Amtmænd
- 1727 – 1751: Frederik Adeler
- 1751 – 1768: Joachim Hartwig Johann von Barner
- 1768 – 1770: Eiler Christopher Ahlefeldt
- 1770 – 1771: Carl Adolph Rantzau
- 1771 – 1783: Bartholomæus de Cederfeld
- 1783 – 1804: Michael Herman Løvenskiold